# 汪世清 (清朝)
汪世清（？—？），浙江人，清朝政治人物。

## 生平
汪世清曾于1834年接替孙义任福建永安县知县一职，1835年，由杨开会接任。